# Horst Tüller
Horst Tüller (né le 5 février 1931 à Wuppertal et mort le 4 juin 2001 à Berlin) est un coureur cycliste allemand. Aux Jeux olympiques de 1956, il a fait partie de l'équipe unifiée d'Allemagne. Il a obtenu la médaille de bronze de la course par équipes avec Gustav-Adolf Schur et Reinhold Pommer, et pris la quatrième place du classement individuel de la course sur route. Professionnel de 1957 à 1963, il a participé deux fois au Tour de France.

## Palmarès
- 1951
  - Tour de Düren
  - Rund um Solingen
- 1954
  - Cologne-Schuld-Cologne
- 1955
  -  Champion de RDA sur route
  - Tour de Sebnitz
  - 2e de l'Erzgebirgsrundfahrt
- 1956
  -  Champion de RDA de l'américaine (avec Fritz Jährling)
  -  Médaillé de bronze de la course par équipes des Jeux olympiques
  - 4e de la course en ligne des Jeux olympiques
- 1957
  - 12e étape du Tour d'Égypte
  - 2e du Tour d'Égypte
  - 2e du championnat d'Allemagne sur route
- 1958
  - 3e du Circuit franco-belge
- 1960
  - 2e du championnat d'Allemagne sur route

## Résultats sur les grands tours

### Tour de France
2 participations 
- 1958 : 58e
- 1960 : abandon (14e étape)